# École d'ingénieurs de l'université de Caen (ESIX Normandie)
L'École supérieure d'ingénieurs de l'université de Caen Basse-Normandie (ESIX Normandie) est l'une des 204 écoles d'ingénieurs françaises accréditées au 1er septembre 2020 à délivrer un diplôme d'ingénieur.
Elle dépend de l'Université Caen-Normandie, elle est située à Cherbourg-en-Cotentin et Caen.

## Histoire
L'ESIX Normandie a été créée en 2009, par fusion entre l'École d'ingénieurs de Cherbourg (EIC), créée en 1993 et spécialisée en Production industrielle, et la formation d'ingénieurs en agro-alimentaire (ENIAA) de l'université de Caen, qui avait lieu depuis 1993 sur les sites de Caen et de Saint-Lô (niveau bac+4) et avait été convertie en 2008 en une formation bac+5 habilitée par la CTI. Cette fusion vise à augmenter la visibilité des écoles, les développer à l'international, gagner en notoriété auprès des entreprises et élargir le recrutement.
En outre, la CTI a habilité une 3e formation, «Systèmes embarqués», sur le site de Caen en 2014.

## Campus
Elle est située sur deux sites universitaires de Normandie : Cherbourg et Caen 
- Le site technologique et universitaire de Cherbourg-en-Cotentin, site regroupant l'IUT, l'école d'ingénieurs, l'UFR de sciences et de langues, le pôle de formation à la maîtrise d'ambiance, l'Institut national des sciences et techniques nucléaires, le Centre d'innovations technologiques et un restaurant universitaire.
- Le site de Caen situés sur le campus 2 de l'Université de Caen Normandie, au nord de la ville.

## Formations

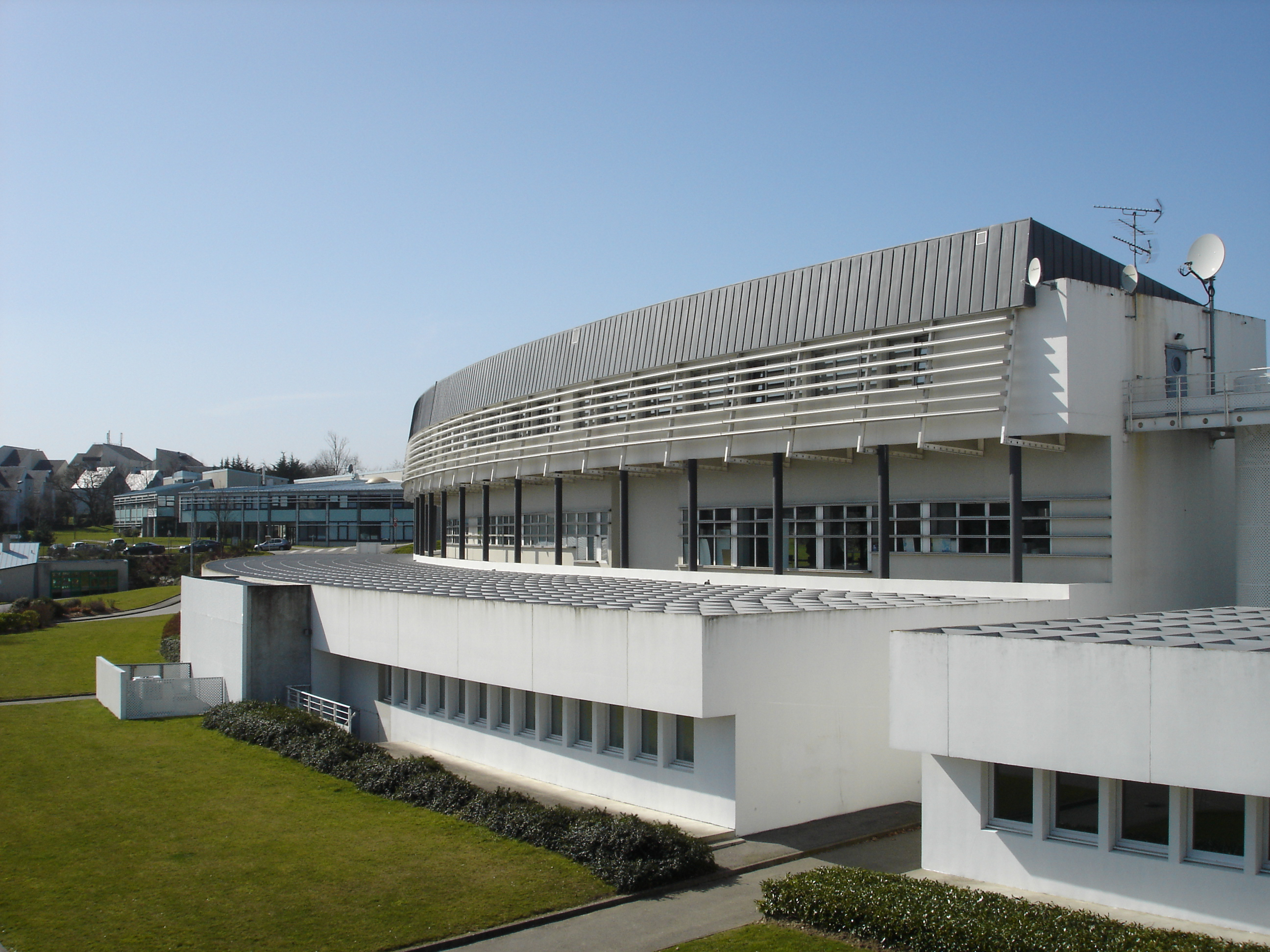
Photo du site de Cherbourg-en-Cotentin.

Les spécialisations suivantes sont délivrées par l'école :
- Diplôme d'ingénieur en Génie Agro-Alimentaire (Agro-A) - Formation initiale, Formation continue et Apprentissage - Formation à Caen
- Diplôme d'ingénieur en Génie des Systèmes Industriels (GSI) - Formation initiale, Formation continue et Apprentissage - Formation à Cherbourg-en-Cotentin. C'est la formation dans laquelle il y a une majorité des étudiants : 252 élèves dont 37 apprentis et 2 en formation continue en 2017.
- Diplôme d'ingénieur en Mécatronique et Systèmes Nomades (MeSN) - Formation initiale, Formation Continue.

Les 3 formations sont labellisées EUR-ACE.

## Personnalités liées à l'école

### Directeurs
| Mandat    | Directeur            |
| --------- | -------------------- |
| 1993-1998 | Jean-François Hémidy |
|           | Dominique Kervadec   |